# St. Bartholomä
St. Bartholomä er en berømt kirke beliggende ved bredden af Königssee i Bayern.
Königssee er en meget dyb sø beliggende ved Berchtesgaden tæt på Obersalzberg